# GBK
GBK, Gamlakarleby Bollklubb, es un club de fútbol de Kokkola, Finlandia. El club fue fundado en 1924 y el primer equipo del club jugó la temporada 2007 en la primera división (el segundo nivel más alto) de Finlandia. La temporada de 2008 el equipo jugará en la segunda división, dado que terminó la temporada de 2007 en duodécima posición en la primera división.
GBK juega en el campo de fútbol central en Kokkola. El estadio tiene capacidad para 3000 personas. El entrenador del equipo es Mats-Erik Käld, que es el hermano menor de Michael Käld, entrenador de la selección femenina finlandesa. Michael Käld fue el entrenador de GBK en los años noventa. 

## Historia del club
GBK fue fundado en 1924 y siendo por lo tanto uno de los clubs más viejos de Finlandia. Hoy en día la primera actividad del club está basado en fútbol, pero hasta 1950 el club tenía equipos en hockey sobre hielo y en pelota sobre hielo (un deporte de origen nórdico que se juega principalmente en los países nórdicos y Rusia). El club de hockey sobre hielo Hermes HT fue fundado en 1953, cuando las secciones de hockey de los clubs GBK y KPV fueron fusionados.
En los últimos años GBK ha jugado en la primera y segunda división, pero el club tiene una larga tradición de juego en el nivel más alto de Finlandia que va desde los años 1950 a 1970.

## Actividades del club en la actualidad
Hoy en día GBK tiene, 80 años después de su fundación,  actividades muy variadas. El club es bilingüe y sus actividades están formadas por, entre otras, equipos de representación, equipos femeninos, equipos juveniles y de preescolar y torneos de fútbol. El club participa con aproximadamente 30 equipos en diferentes competiciones y series siendo el número de jugadores registrados de casi 600.

## GBK y Kokkola Cup
Una verdadera muestra de fuerza es el torneo de fútbol Kokkola Cup Archivado el 22 de agosto de 2007 en Wayback Machine., que se organiza anualmente en la mitad de julio. Funcionarios y padres de jugadores juegan, además del club, un papel importante en el desarrollo del torneo que dura cuatro días. El torneo atrae aproximadamente 300 equipos a Kokkola y eso hace que el Kokkola Cup sea el segundo torneo más grande de Finlandia después del Helsinki Cup en Helsinki. En 2009 dos equipos del FC Barcelona participaron en el torneo con mucho éxito. El equipo sub-11-ganó su serie y el equipo sub-10 terminó segundo, mostrando de esta manera el gran nivel de sus equipos. 
Entre los jugadores profesionales de la actualidad que han participado en Kokkola Cup figuran, entre otros, Andy Marshall (Norwich, Ipswich, Millwall, Coventry), Jimmy Nielsen (Leicester City), Craig Bellamy (Norwich, Coventry, Newcastle, Blackburn, Liverpool, West Ham), Adam Drury (Norwich), Danny Mills (Norwich, Charlton, Leeds, Manchester City), Simon Davies (Tottenham, Everton, Fulham), Matthew Etherington (Tottenham, West Ham).